# Careya arborea
Careya arborea är en tvåhjärtbladig växtart som beskrevs av William Roxburgh. Careya arborea ingår i släktet Careya och familjen Lecythidaceae. Inga underarter finns listade i Catalogue of Life.

## Bildgalleri

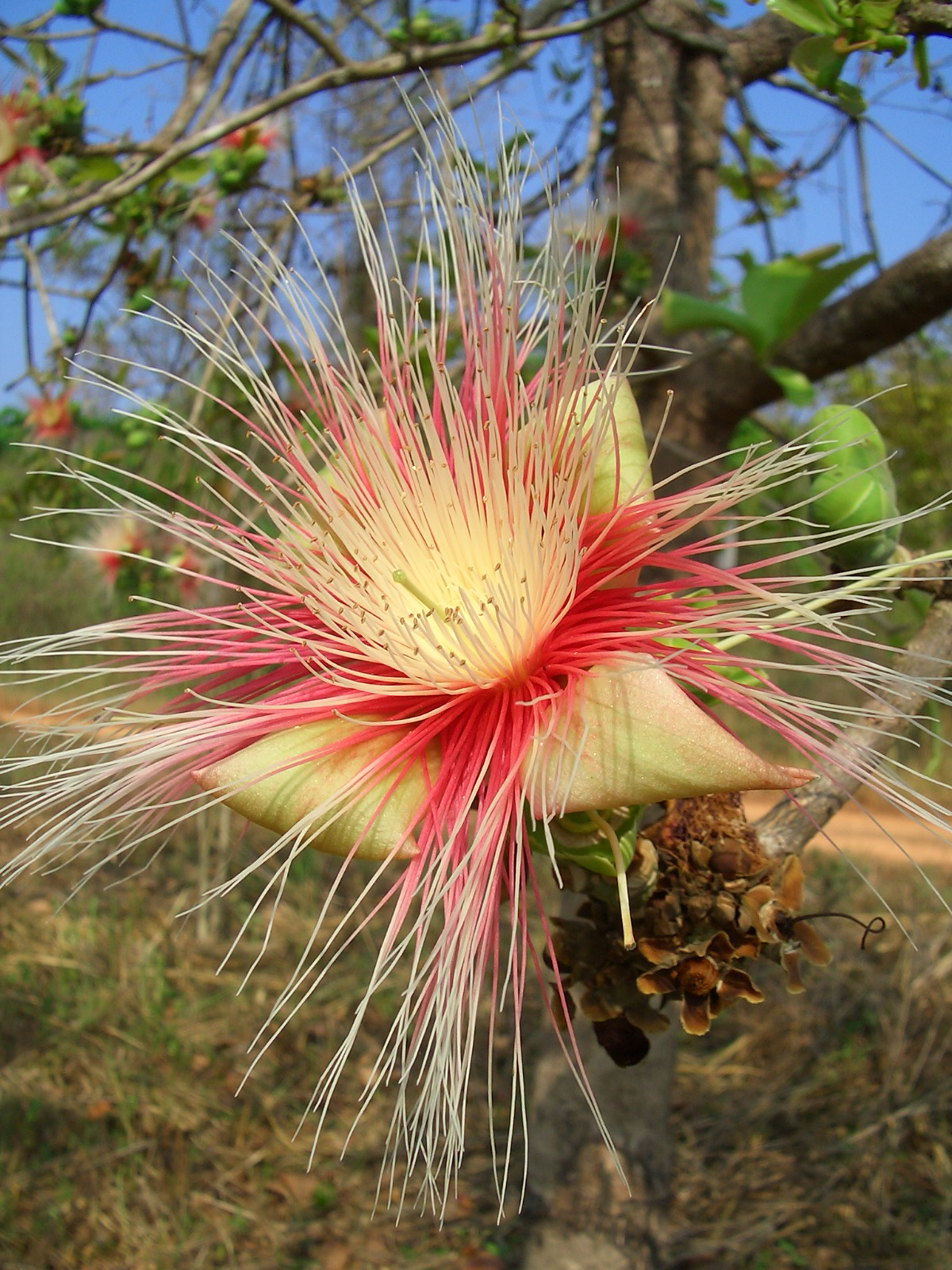
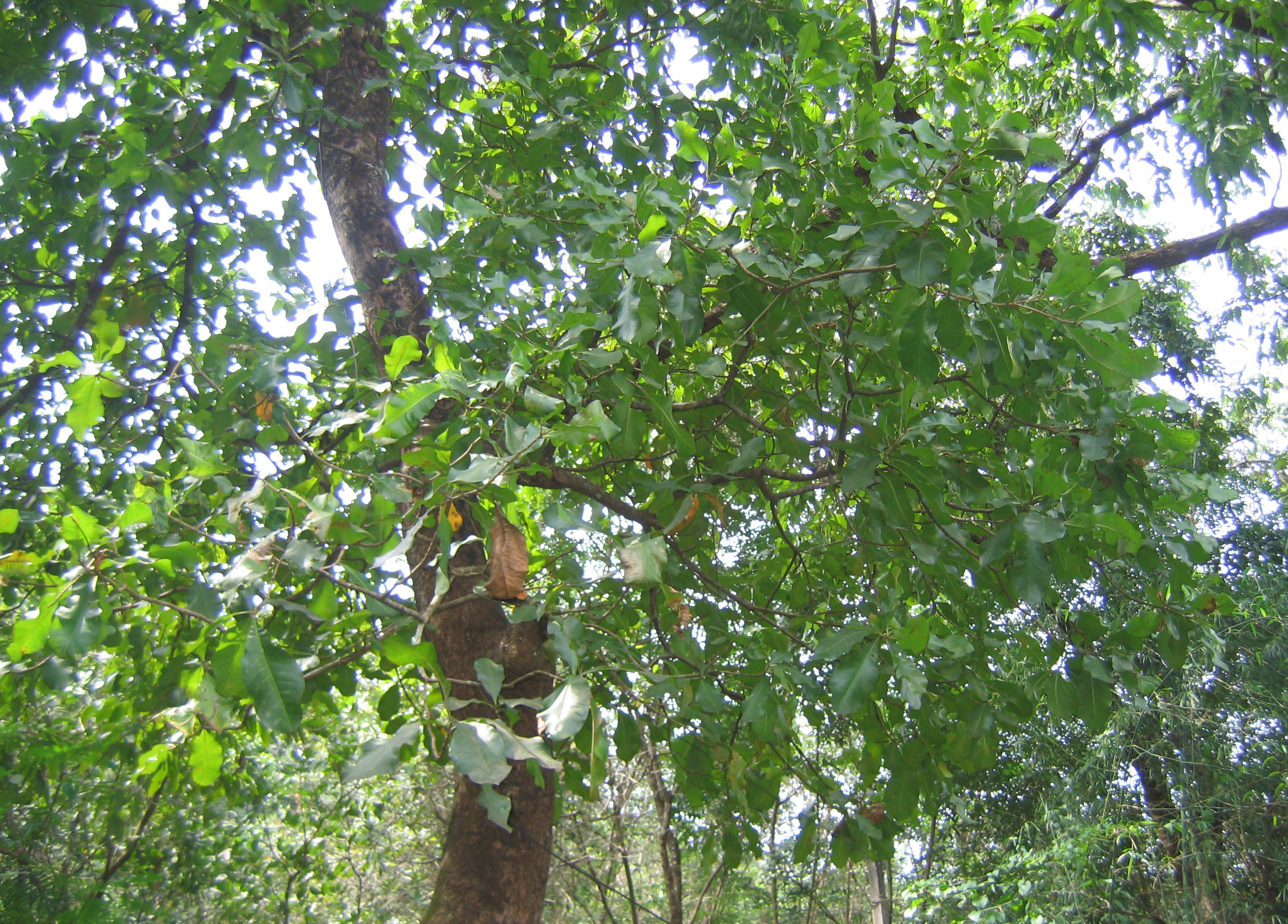
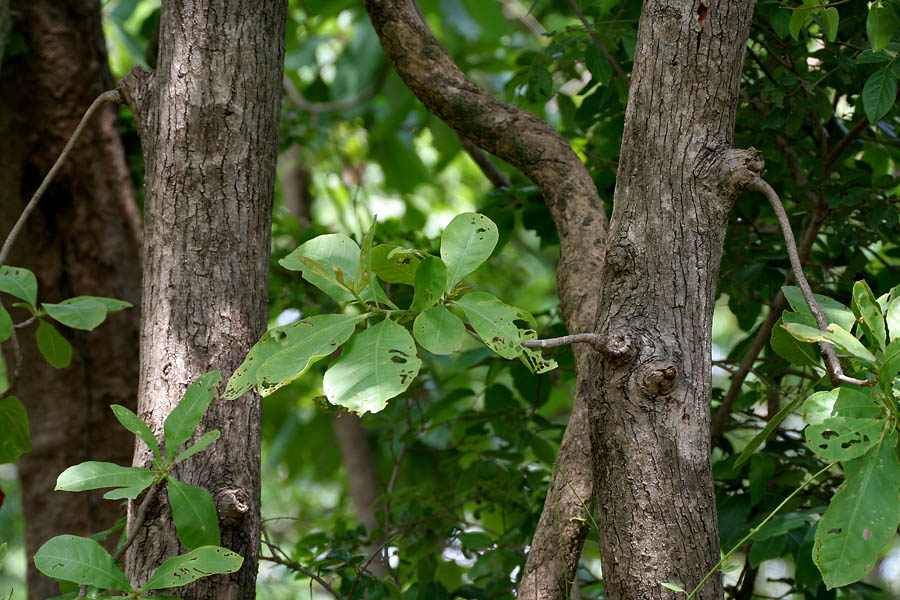
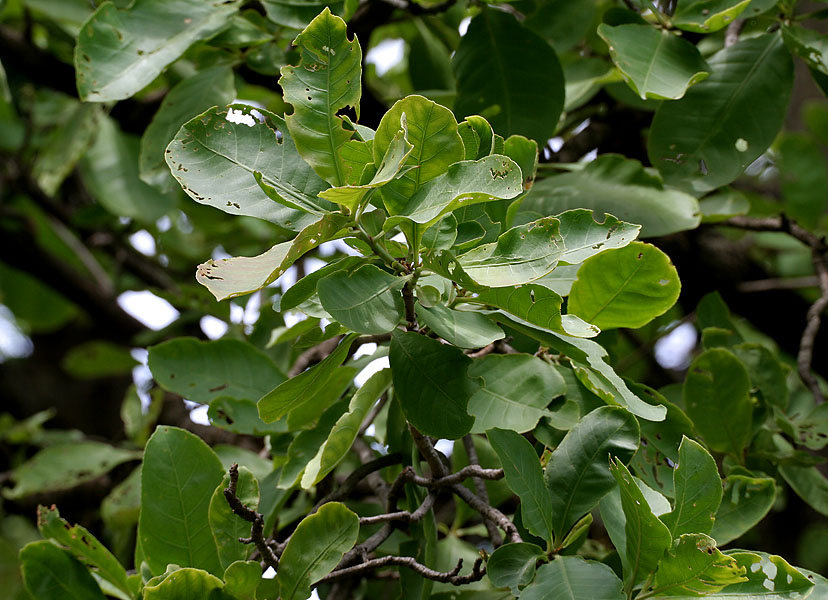
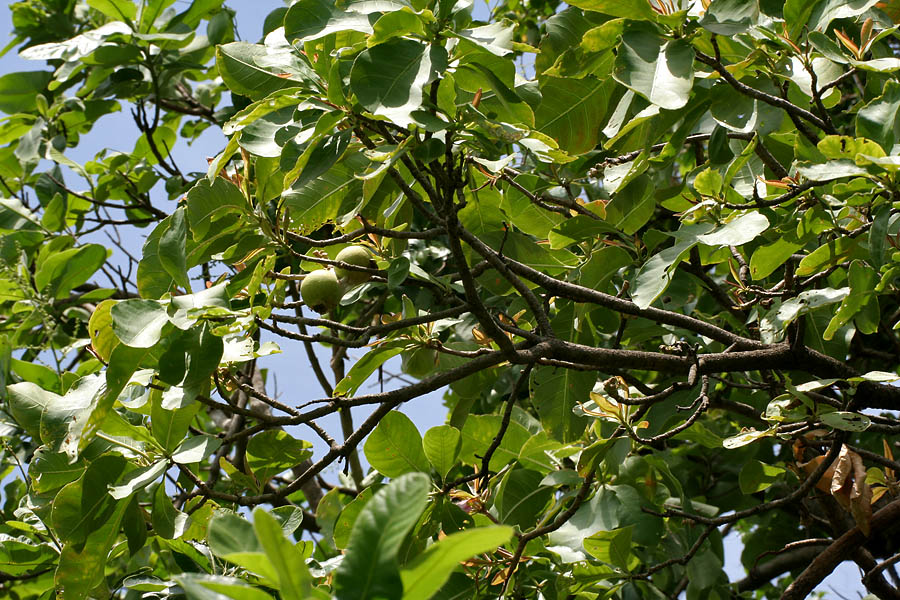